# Южный Крест (барк)
«Южный Крест» — парусно-винтовой барк, на котором была осуществлена Британская антарктическая экспедиция 1898—1900 годов.
Построен в 1886 году в Норвегии на верфи Колина Арчера как китобойное судно «Поллукс». В 1898 году «Поллукс» был куплен Карстеном Борхгревинком, планировавшим отправиться на судне к берегам Антарктиды. Судно было немедленно переименовано в «Южный Крест». В ходе подготовки судна к экспедиции на него была установлена вспомогательная паровая машина. После возвращения из экспедиции судно вновь стало промысловым.
Пропало без вести вместе со всем экипажем из 173 человек 31 марта 1914 года, что стало одной из крупнейших морских катастроф XX века на китобойном промысле.